# 일본의 관보
일본의 관보(日本の官報)는 일본 국립인쇄국이 발행하는 관보이다.

## 개요

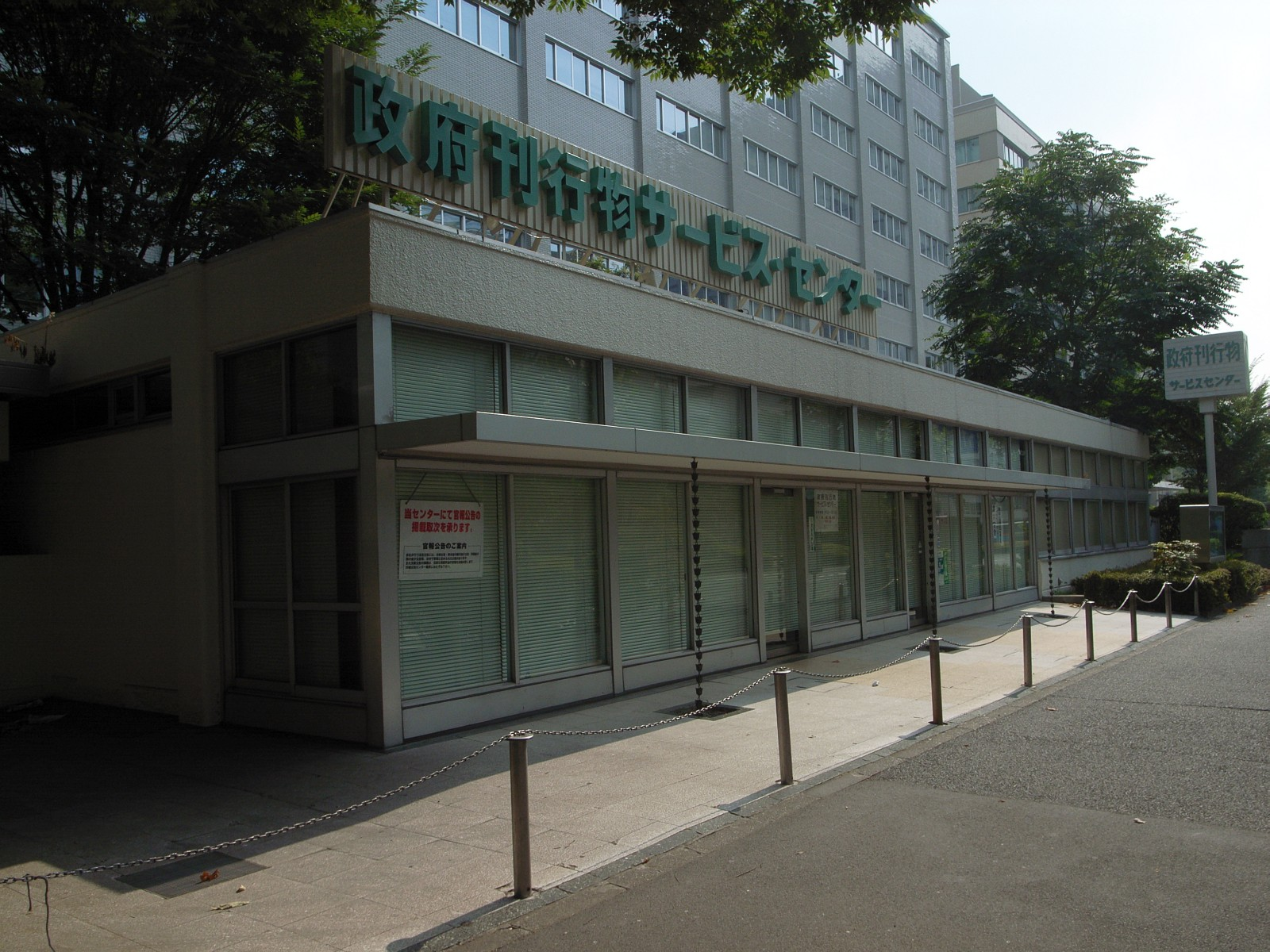
관보를 판매하고 있는 가스미가세키의 정부간행물 서비스센터

일본의 국가 작용에 관련된 사무의 홍보 및 공고하는 기관지이로, 법률·정령·조약 등의 공고, 국가·특수법인 등의 보고 및 자료를 공시하는 홍보지 역할을 한다. 일반 회사의 합병이나 결산 고시 등도 게재된다. 관보에 게재되는 것은 헌법·법령·고시·훈령·통달 등이나 최고재판소의 판결 및 이에 준하는 수속은 저작권법의 보호 대상에 속하지 않으며 같은 법에 의해 독립행정법인인 국립인쇄국이 작성하기 때문에 역시 저작권법의 보호를 받지 않는다.

## 창간 배경
관보의 시초는 1872년(메이지 5년) 태정관 정원의 문서국이 발행한 태정관일지이다. 메이지 유신 이전에는 다카후다(高札)가 민중에게 법령을 알리는 역할을 했지만, 유신 이후 새로운 법령이 계속해서 만들어지자 다카후다의 비효율이 높아져서 1873년(메이지 6년)에 폐지되었다. 하지만 태정관일지를 인쇄하여 지방에 배포·게재하는 방식은 빨라도 2개월이나 걸려 간극이 심했고, 긴급한 법령의 경우에는 제때 대응하지 못하는 문제점이 생겼다.
1877년(메이지 10년) 문서국이 폐지되면서 태정관일지도 함께 폐간되었는데 이후부터는 도쿄니치니치 신문이 '태정관기사', '홍보' 란을 두어 관보의 기능을 대행하였다. 하지만 기존의 문제는 여전히 남아 있어 이를 해결하고자 오쿠마 시게노부(大隈重信)가 영국의 런던 관보(The London Gazette)와 프랑스의 르 모티뇌프 유니베르셀(Le Moniteur universel)을 참고하여 정부 사무를 홍보하는 신문을 발행하기로 하였다. 하지만 메이지 14년의 정변으로 인해 오쿠마가 실각하여 이 사업은 중지되었다. 한편, 오쿠마는 후쿠자와 유키치(福澤諭吉)의 협조를 얻어 사업을 준비하고 있었는데, 오쿠마 실각 이후 후쿠자와는 정부와 거리를 둔 채 독자적으로 사업을 이어나가 지지신보를 창간하게 된다.
오쿠마가 실각한 이후로는 이노우에 가오루(井上毅)가 이 사업을 이어받아 입헌제정당의 기관지인 대동일보 등을 정부 산하 신문으로 개편하는 안을 구상했으나 이 역시 실패로 끝났다. 이후 이노우에는 구로다 간이치(久保田貫一)와 고마쓰바라 에이타로(小松原英太郎)와 함께 프로이센 왕국, 러시아 제국에서 정부가 발행하는 관보를 모델로 하여 태정관에 편집과 발행을 담당하는 기구를 두는 계획으로 변경하였다. 이후 야마가타 아리토모(山縣有朋)의 협조를 통해 1883년(메이지 16년) 7월 2일부터 관보를 발행하기 시작하였다. 태정관에다시 문서국을 두어 편집을 담당하게 했으며, 인쇄는 대장성 인쇄국이, 배송은 농상무성 역체국이 담당하였다.
이때, 문서국에는 외국 문헌의 번역을 담당하는 직무도 함께 맡겨 하라 다카시(原敬), 구가 가쓰난(陸羯南), 나카네 시게카즈(中根重一)와 같은 인재가 모여들었다. 문서국은 이후 관보국으로 개편되었다가 1898년(메이지 31년) 대장성 인쇄국과 통합하여 내각의 직속 기관으로 되었다. 1943년(쇼와 18년)에는 다시 대장성 소속으로 바뀌었으며 1949년에는 외국인 인쇄청으로 승격하였다. 1952년에는 다시 대장성 인쇄국으로 환원되었으며, 2003년(헤이세이 15년) 4월 1일 현재의 독립행정법인 국립인쇄국으로 변모하게 되었다. 관보의 친필 휘호를 쓴 인물은 산조 사네토미(三条実美)인데, 이때의 휘호는 지금까지도 유지되고 있다.

## 발행
공휴일을 제외하고 매일 발행되며, 도도부현청 소재지에 있는 관보판매소에서 판매를 한다. 종이관보가 발행되는 날에는 웹사이트에서도 전자관보가 게시된다. 종이관보의 가격은 한 부에 130엔이지만 전자관보는 무료로 볼 수 있다.
호수를 매기는 방법은 판마다 다르다. 본지는 연호를 기준으로 호수를 매긴다. 따라서 헤이세이 원년인 1989년 1월 9일에는 헤이세이 제1호로 발행되었다. 그 외에 호외 등은 해를 기준으로 호수를 매긴다. 한편, 관보의 호외에 호수가 붙은 것은 1949년이 처음이다.

## 종류

### 법령의 공포
1886년(메이지 19년)에 제정된 고분시키(公文式)에 따라 모든 법률과 명령은 관보를 통해 포고하도록 했으며, 1907년(메이지 40년) 고시키레(公式令)로 개정된 이후에도 이는 바뀌지 않았다. 이후 고시키레는 1947년 일본국 헌법의 시행과 함께 폐지되었는데 이를 대체하여 법령의 공포 방법을 규정한 법령은 따로 제정되지 않았다. 하지만 관례적으로 여전히 법령의 공포는 관보를 통해 게재되었다. 인사원규칙, 최고재판소규칙도 관보를 통해 게재하고 있는데 법령과 달리 이들은 국가공무원법 제16조와 최고재판소 공문방식 규칙 제2조에 의거하여 명문화되어 있다.
공포의 시점에 대해서는 '사람들이 관보를 열람하거나 구독할 수 있는 최초의 시점'인데(쇼와 33년(1958년), 10월 15일 최고재판소 판결) 보통 발행 시각으로 인쇄되는 발행일 오전 8시 30분이 주로 인정된다.

### 홍보
국회에 관한 사항, 고위공무원의 인사이동, 위계·훈장·포장, 황실에 관한 사항, 정부에 의한 보고, 각의결정사항, 국제수지 등에 관한 내용을 게재한다.

### 공고
중앙행정기관·지방자치단체와 특수법인 등의 공고나 조달행정 등을 게재한다.

## 게재 사항 및 형식

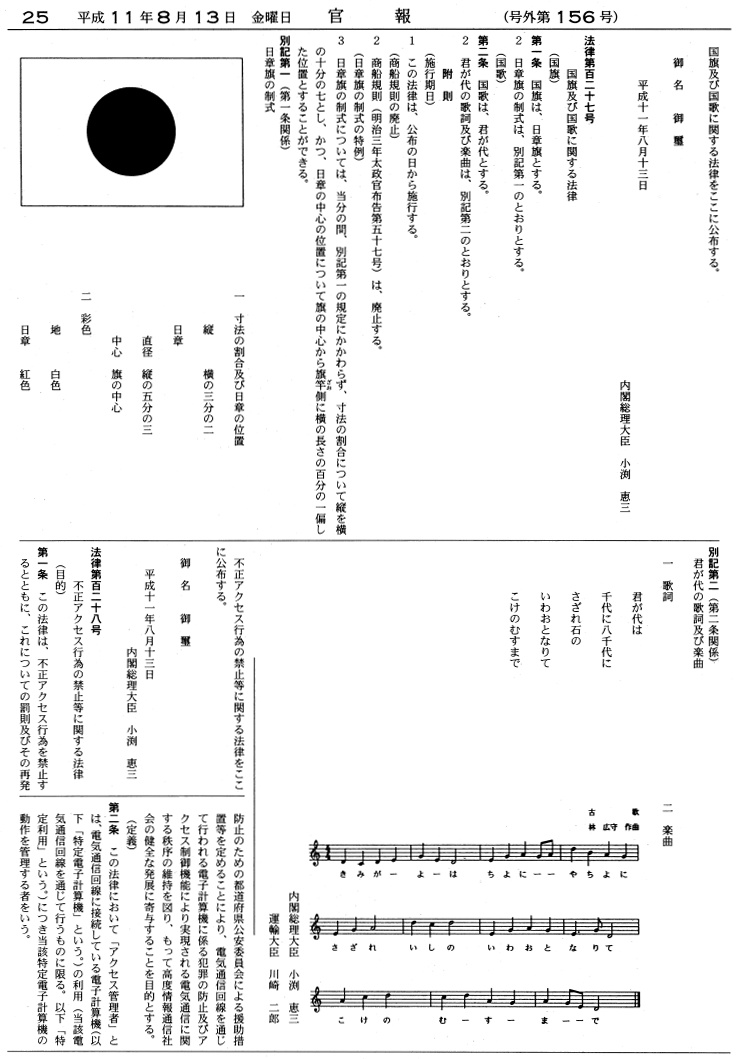
관보에 게재된 「국기 및 국가에 관한 법률」(国旗及び国歌に関する法律)

1973년(쇼와 48년) 3월 12일에 있었던 사무차관 회의의 합의인 「관보의 편집에 대해」에 의하면 지면의 크기는 JIS A4 반으로 하도록 되어 있다.
또한  게재되는 사항 및 내용은 다음과 같다.
1. 헌법 개정
2. 조서
  1. 국회소집
  2. 중의원 해산
  3. 중의원 의원 총선거 시행
  4. 참의원 의원 통상선거 시행
3. 법률
4. 정령
5. 조약(외국어를 병기)
6. 최고재판소규칙
7. 내각관방령·부령·부흥청령·성령
  1. 내각관방령
  2. 내각부령
  3. 부흥청령
  4. 내각부와 각 성의 공동 명령
  5. 성령
  6. 각 성의 공동 성령
8. 규칙
  1. 회계감사원규칙
  2. 인사원규칙
  3. 각 위원회 등의 규칙
9. 청령
  1. 해상보안청령
10. 훈령
  1. 내각훈령
  2. 내각부훈령
  3. 각 성 훈령[5]
  4. 각 청 훈령
  5. 각 위원회 훈령
11. 고시
  1. 내각고시
  2. 내각부고시
  3. 각 성 고시
  4. 각 청 고시
  5. 각 위원회 고시
  6. 재판소 고시
  7. 기타 고시
12. 국회 사항
  1. 규칙
  2. 의사 일정
  3. 의안 관계 사항
  4. 각 위원회 관계 사항
  5. 의장, 부의장 및 의원 관계 사항
  6. 국회사무국 직원의 취임 및 사임
  7. 탄핵재판소 관계 사항
  8. 국립국회도서관 관계 사항
  9. 기타
13. 인사 이동
14. 위계·훈장
15. 포장
16. 황실 사항
  1. 친임식 및 인증관 임명식
  2. 신임장 봉정식
  3. 축전, 답전 등
  4. 신년하례, 기타 궁중 의식
  5. 기타
17. 보고
  1. 관청 사항
  2. 성명
  3. 보고 사항
  4. 기타
  5. 법무
  6. 재정
  7. 문교
  8. 산업
  9. 교통
  10. 노동
  11. 국가시험
  12. 공청회
  13. 기타
18. 자료
  1. 법률안 등
  2. 각의결정 및 각의요해된 사항 중 게재하기에 적당한 것들
19. 공공단체 사항
  1. 일본전매회사 고시
  2. 일본본국유철도 고시
  3. 일본전신전화공사 고시
20. 지방자치단체 사항
21. 공고
  1. 각 성청 고시
  2. 재판소 고시
  3. 공공단체 고시
  4. 지방자치단체 고시
  5. 회사 및 기타 고시

## 참고 문헌
- 스즈키 에키(鈴木栄樹) 「『관보』 창간 과정의 역사적 분석 - 일본에 있어서 근대 국가의 형성과 법·정보」
- 아다치 히로코(足立寛子) 「국내의 관보」『정보의 과학과 기술』 제51-3호, 정보과학기술협회, 2001년
- 가지타니 이쿠로(梶谷育郎) 「초기 『관보』의 분석」『도쿄대학 일본사학연구실 기요』 제10호, 2006년
- 오카다 아키오(岡田昭夫) 「총설 「관보」의 창간과 인민의 법령이해 - 중앙권력기관의 변천과 법령전달제도」 『법제사연구』 제56호, 2006년